# Сенат Айдахо
Сенат Айдахо (англ. Idaho State Senate) — верхняя палата законодательного органа штата. Состоит из 35 сенаторов, избираемых на двухлетний срок, каждый из которых представляет округ штата.

## История
С 1900 по 2020 год Сенат находился в основном в руках республиканцев. Демократы лишь иногда получали большинство в палате. Значительная часть их контроля пришлась на годы Великой депрессии и Второй мировой войны. В последний раз демократическое большинство было избрано в 1958 году.
Начиная с 1994 года, республиканцы имели значительное большинство в Сенате. К 1996 году они контролировали 30 из 35 мест, а к выборам 2000 года увеличили свое преимущество до 32 к 3. Однако на выборах 2002 года демократы получили уже семь мест. После этого распределение мест в Сенате зачастую оставалось на уровне 28 к 7. Лишь только в 2012 и 2016 году республиканцы увеличивали своё представительство до 29 мест.

## Состав
|                                  | Партия    | Партия | Всего |  |
| -------------------------------- | --------- | ------ | ----- |  |
|                                  |           |        | Всего |  |
| Республиканцы                    | Демократы |        | Всего |  |
| 52-й Сенат Айдахо (1992–1994)    | 23        | 12     | 35    |  |
| 53-й Сенат Айдахо (1994–1996)    | 27        | 8      | 35    |  |
| 54-й Сенат Айдахо (1996–1998)    | 30        | 5      | 35    |  |
| 55-й Сенат Айдахо (1998–2000)    | 31        | 4      | 35    |  |
| 56-й Сенат Айдахо (2000–2002)    | 32        | 3      | 35    |  |
| 57-63-й Сенат Айдахо (2002–2016) | 28        | 7      | 35    |  |
| 64-й Сенат Айдахо (2016–2018)    | 29        | 6      | 35    |  |
| 65-67-й Сенат Айдахо (2018–н.в.) | 28        | 7      | 35    |  |
| Распределение мест               | 80%       | 20%    |       |  |